# Xuân Mai (ca sĩ)
Trương Hoàng Xuân Mai (sinh ngày 5 tháng 1 năm 1995), thường được biết đến với nghệ danh Xuân Mai, là một cựu ca sĩ kiêm diễn viên người Việt Nam.
Cô bước chân vào lĩnh vực ca hát từ khi còn rất nhỏ, năm 2 tuổi cô đã đi biểu diễn và nhận được sự ủng hộ đông đảo với loạt album & liveshow đầu tay "Con cò bé bé" dưới định dạng VCD. Kế tiếp những năm sau đó cho đến khi cô 6 tuổi, Xuân Mai nổi lên như một thần đồng âm nhạc, tên tuổi của Xuân Mai không những được các em nhỏ chú ý mà cả các bậc phụ huynh cũng biết đến.

## Tiểu sử

### Tuổi thơ
Xuân Mai lớn lên trong một gia đình có truyền thống về nghệ thuật, cha cô là ca sĩ Tuấn Cảnh từng theo học trường Văn hóa Nghệ thuật Hà Nội, mẹ cô, Thu Thu, là nghệ sĩ guitar, quê gốc ở Tiền Giang, là người Việt gốc Hoa mang quốc tịch Mỹ cùng gia đình từ năm 1979, nhưng lại dành thời gian sống nhiều hơn ở Việt Nam.
Trong khi đó cha Xuân Mai lại là người gốc Vũng Tàu. Trước đó mẹ của Xuân Mai từng một lần kết hôn ở Mỹ nhưng rồi cuộc hôn nhân cũng không đi tới đâu. Trong 1 lần về nước làm bộ đĩa karaoke, chị Thu Thu gặp ca sĩ Tuấn Cảnh qua sự giới thiệu của nhạc sĩ Bảo Chấn mời thu âm đĩa. Sau đó hai người nhanh chóng làm đám cưới và mở phòng thu trên đường Trần Bình Trọng, quận 5, Thành phố Hồ Chí Minh.
Xuân Mai ra đời với tên khai sinh Trương Hoàng Xuân Mai và mang quốc tịch Mỹ. Tên Sabrina là do cậu của Mai đặt vì cậu Mai muốn Mai giống  Sabrina (một diễn viên nổi tiếng của Mỹ vào thời đó). Xuân Mai còn có một người em trai tên là Rich Anh Tuấn sinh năm 1997. Khi còn nhỏ, mỗi năm, Xuân Mai đều được ba mẹ đưa sang Mỹ một lần để chơi hoặc học thêm một cái gì đó. Bất ngờ thay, năm 1999 Xuân Mai góp mặt trong video ca nhạc Hạnh phúc đơn sơ của nam ca sĩ Mạnh Quỳnh cũng như đóng phim Hương dẻ năm 2001 trong vai bé Thơ.
Khi Xuân Mai bắt đầu đi học lớp 1, mẹ đã chủ động cắt giảm hoạt động biểu diễn của để cô chuyên tâm vào việc học hành. Khi đi học, Xuân Mai luôn là một trong những học sinh xuất sắc nhất của trường quốc tế Mỹ mà cô học thời đó và có khả năng nói tốt 3 ngoại ngữ Anh, Nhật, Hoa.
Năm lên 9 tuổi, cha mẹ ly hôn nên Xuân Mai cùng mẹ và em qua Mỹ định cư. Hai chị em cô sống với mẹ lúc này hoàn toàn tay trắng. Tại Mỹ, mẹ cô làm công việc đứng ở quầy bán thuê cho một tiệm băng đĩa trong góc ở khu chợ của người Việt tại California, Hoa Kỳ.

## Sự nghiệp âm nhạc và đời tư

### Hồi nhỏ đến 2005
Mẹ Xuân Mai từng kể, ngay từ lúc mới sinh ra, Xuân Mai đã có những biểu hiện khác với những đứa trẻ bình thường. Mới chào đời được nửa tiếng, em đã ngước mắt khắp nơi tìm bố mẹ. Thường những đứa trẻ khác 1 tuổi mới biết nói, nhưng Xuân Mai thì đã biết bập bẹ gọi "ba, ba" khi 6 tháng tuổi. Đến năm 1 tuổi rưỡi, Xuân Mai đã nói sõi như một đứa trẻ lên hai, lên ba. Mẹ Xuân Mai vẫn đùa rằng, có lẽ chính vì được ở trong phòng thu thường xuyên ngay từ khi nằm trong bụng mẹ, Xuân Mai đã có niềm say mê đặc biệt với âm nhạc. 12 tháng tuổi, Xuân Mai đã được mẹ cho đứng sau cánh gà để xem cha biểu diễn. Lúc Xuân Mai được hơn một tuổi, cha mẹ em đã phát hiện ra năng khiếu âm nhạc của con gái mình. Nhà sẵn có điều kiện thu âm, ca sĩ Tuấn Cảnh và nghệ sĩ guitar Thu Thu đã quyết định thu âm một đĩa nhạc đầu tay cho Xuân Mai, như một món quà kỉ niệm của tuổi thơ cho em sau này.
Đĩa nhạc đó được Tuấn Cảnh mang đi tặng bạn bè trong giới nghệ sĩ và nhận được những lời khen gợi đặc biệt và thích thú. Người này, người kia truyền tai nhau, bắt đầu có những cuộc điện thoại gọi điện đến ngỏ ý mua đĩa nhạc của Xuân Mai. Chính vì sự nổi tiếng tình cờ này, cha mẹ đã cho Xuân Mai bước vào con đường nghệ thuật khi em mới tròn 2 tuổi, lúc này Xuân Mai sinh hoạt cùng Đội Sơn ca Nhà thiếu nhi Quận 1 dưới sự giúp đỡ của nhạc sĩ Lê Vinh Phúc. Nhưng lúc đó Xuân Mai còn quá bé, chưa biết đọc cũng như biết viết. Để dạy lời cho con gái, ca sĩ Tuấn Cảnh phải hát từng câu và bắt bé Xuân Mai hát lại. Xuân Mai học lời nhanh, nên chỉ sau vài lần hát là có thể nhớ luôn bài hát đó vào phòng thu ngay lập tức. Những ca khúc làm nên tên tuổi của Xuân Mai lúc 2 tuổi gồm những bài như Tập đếm, Rửa mặt như mèo, Bé lật đật, Cháu vẽ ông Mặt Trời, Chị ong nâu, Bắc kim thang,... Trung tâm băng nhạc Hồ Gươm Audio - Video và Rạng Đông biên tập và sản xuất loạt băng VHS ca nhạc của Xuân Mai mang tên "Liên khúc Cháu vẽ ông mặt trời", "Con chim non",... cùng Đội Sơn ca Nhà thiếu nhi Quận 1, trong đó nổi tiếng nhất là cuốn "Tuổi ngọc 1: Chú vịt con" do nam ca sĩ Long Nhật dẫn chương trình.
Năm Xuân Mai 3 tuổi, cô được mời lên sân khấu Nhà hát Hoà Bình, được sự giới thiệu của MC Thanh Bạch trong 3 Liveshow thiếu nhi Tuổi thần tiên 3, 4 và 5 do Hãng phim Phương Nam & Nhà hát Hoà Bình tổ chức, Xuân Mai trình diễn các ca khúc là Liên khúc Cả nhà thương nhau; Cháu yêu bà và Cháu đi mẫu giáo (Tuổi thần tiên 3), Búp bê bằng bông lúc 4 tuổi (Tuổi thần tiên 4) & Tía má em hồi 5 tuổi (Tuổi thần tiên 5). Khi lên 4, Xuân Mai tham gia chương trình ca nhạc thiếu nhi Gà trống dễ thương cùng Đội Sơn ca Nhà thiếu nhi Quận 1 được thực hiện và phát hành VHS bởi Trung tâm băng nhạc Rạng Đông và Hội Nhà Văn Việt Nam sản xuất năm 1999 với các ca khúc như Mưa bóng mây, Em đi chơi thuyền, Cả tuần đều ngoan, Út cưng, Bé học đàn piano,  Thật đáng yêu, Ngày đầu tiên đi học và Chim chích bông. 
Lúc 5 tuổi, Xuân Mai được nghệ sĩ Mạc Can đón tiếp và tham gia cùng
các bé Nhà Thiếu nhi Quận 5 trong cuốn video ca nhạc thiếu nhi Trường mầm non của bé do Công ty TNHH Thùy Dương thực hiện năm 2000 với bài hát Em tập tô màu và Xuân hiền như bé con. Cô bắt đầu có Liveshow đầu tiên của mình tại Nhà hát Hoà Bình - Con cò bé bé 7, sau đó là các show ca nhạc Con cò bé bé được tổ chức tại sân khấu ca nhạc Lan Anh như Vui Trung thu, Mừng Noel (Trung tâm băng nhạc Con cò bé bé còn tổng hợp các tiết mục thành album Con chim non và Cha tôi) và cũng là lúc những Liveshow của cô, nghệ sĩ Thanh Bạch hay Tất My Ly trở thành MC độc quyền. Trong liveshow còn có sự tham gia của diễn viên hài Xuân Hương, Hoàng Mập, ca sĩ Thanh Thảo, ca sĩ Ngọc Sơn, nhóm Tam ca Áo trắng,...
Cô còn tham gia hát cùng ca sĩ Thanh Thảo trong Liveshow Nụ cười tuổi thơ của Thanh Thảo năm 2003 trước khi Xuân Mai có Liveshow của mình - Con cò bé bé 13 tổ chức tại Trung tâm triển lãm Giảng Võ - Hà Nội lúc cô tròn 8 tuổi. Liveshow có sự góp mặt cùng em trai cô - Rich Anh Tuấn (sinh năm 1997), Câu lạc bộ Hoạ Mi,... Sau đó là các Liveshow Con cò bé bé ở Nhà hát Hoà Bình cùng với các ca sỹ, nhóm nhạc nổi tiếng như Hương Lan, Trần Tâm, Vũ Thanh Vinh (cựu thành viên nhóm MP5), Đàm Vĩnh Hưng, Ngọc Sơn, Cẩm Ly, nhóm MTV, Hoàng Châu, Trương Hải Yến (vợ nhạc sĩ Lê Thanh Tâm) và không thể thiếu cha cô - ca sĩ Tuấn Cảnh.
Cũng từ đó, Xuân Mai dần dần là một thần tượng của bao bạn nhỏ Việt Nam cho đến bây giờ. Lúc cô đi hát thì bài hát đầu tiên cô hát là Con cò bé bé, Cháu lên ba... Các album của cô khi đó được phát hành đều có tên là Con cò bé bé nên mọi người quen gọi cô là CON CÒ BÉ BÉ và BÉ. Trong chuỗi Liveshow Con cò bé bé từ 14 - 20, Công ty TNHH Trung tâm băng nhạc Con cò bé bé còn có thương hiệu nước giải khát độc quyền của Xuân Mai khi những lon nước có in hình của cô, cũng như Công ty còn bán những cuốn VCD Liveshow nổi tiếng này khắp toàn quốc. Không những đi diễn, Xuân Mai còn thực hiện chuỗi chương trình học song ngữ Tiếng Anh được phát hành dưới định dạng VCD do Bến Thành Audio - Video thực hiện sản xuất.
Trào lưu cover nhạc Mandopop nổi tiếng ở Việt Nam thập niên 90 thế kỉ trước không chỉ nổi tiếng bởi bộ đôi Đan Trường - Cẩm Ly với những bản cover nhạc Hoa nổi tiếng mà còn được Xuân Mai phối lại bằng lời cho thiếu nhi, điển hình như các bài hát "Xuân Thắm Tươi' từ ca khúc 往事只能回味 (Chuyện Cũ Chỉ Còn Dư Vị) của Hàn Bảo Nghi hay 娜奴娃情歌 (Tình ca Na Nư Wa) - dân ca của dân tộc thiểu số Đài Loan được Xuân Mai cover lại bằng lời việt tên "Ánh Trăng Sáng", ngoài ra một số ca khúc nước ngoài khác được cô thể hiện bằng lời Việt như Về Quê Cũ (Si jantung hati), Mẹ hiền yêu dấu (Maman oh maman) hay "Ước mơ tuổi thơ" (cover lại từ bài 飘雪 - Mưa Tuyết của ca sĩ Hồng Kông Trần Tuệ Nhàn.)
Không chỉ thành công ở thể loại Mandopop, Xuân Mai cũng đã từng cover lại các ca khúc OST trong một số bộ phim Hongkong do truyền hình TVB sản xuất vang bóng một thời, đó là các ca khúc Người Anh Hùng (Bao giờ ta gặp lại - OST của bộ phim Thần Điêu Đại Hiệp 1983) và cả Khúc hát người anh hùng Natra (Nguyên tác: Phong Thần -OST phim Đát Kỷ Trụ Vương 2001). Thậm chí trong bộ phim "Cô bé quàng khăn đỏ" (sản xuất năm 1999) do cô đóng diễn viên chính cùng tên, tại phân cảnh "cô bé quảng khăn đỏ" đang tung tăng tại vườn hoa, cô đã hát một ca khúc có tựa đề được giới thiệu ở phần outro cuối phim là "Vườn Hoa Xinh" của tác giả Trúc Quỳnh. Ít ai biết rằng nguyên tác của ca khúc này chính là bài Goa̍t-iā Chhiû 月夜愁 (tạm dịch: Nỗi buồn đêm trăng), một bài nhạc pop bằng tiếng Hokkien (Phúc Kiến) nổi tiếng của Đài Loan do nhạc sĩ Đặng Vũ Hiền sáng tác năm 1933.
Một số bài hát nhạc ngoại được Xuân Mai hát lại do trong quá trình thu âm và ghi băng đĩa, album chỉ chú thích cạnh tiêu đề bài hát là "nhạc Hoa lời Việt" hoặc thậm chí chỉ ghi tên người đã dịch lời bài hát sang lời Việt (thường là Vũ Tuấn Bảo hoặc Trúc Quỳnh) nên những bài hát đó không tìm được bài gốc là gì. Ví dụ các ca khúc Thăm quê hương yêu dấu, Em yêu biển của Trúc Quỳnh, Mùa thu đã tới, Đàn gà con (khác với bản nhạc cùng tên của Phi líp lên cô) của Vũ Tuấn Bảo hay các ca khúc nhạc hoa lời Việt như Theo con cùng năm tháng, Dòng sông tuổi thơ, Mời bạn vô đây (nhạc Thái), Đón mùa xuân lại về (nhạc Thái), Ánh trăng tình bạn (nhạc Ba Tư).

### 2006 - 2007
Năm mười tuổi, Xuân Mai sau khi thực hiện liveshow "Con cò bé bé 20" với chủ đề "Mừng Trung thu" và cũng là liveshow cuối cùng trong sự nghiệp biểu diễn của Mai tại nhà hát Hoà Bình. Tháng 8 năm 2006, cô theo mẹ sang Mỹ định cư sau cuộc hôn nhân đổ vỡ của bố mẹ. Cô thực hiện những chương trình 
dành cho thiếu nhi ở các tiểu bang. Cô được nhà văn Nguyễn Ngọc Ngạn đón tiếp cô trong Đại nhạc hội Paris By Night dịp Tết Nguyên đán Việt Nam là 80 & 85. Cô trình diễn Liên khúc Mùa xuân ơi và Ngày Tết quê em trong Paris by night 80; Tân cổ Ơn nghĩa sinh thành với nam ca sĩ Mạnh Quỳnh (Paris By Night 81); Tân cổ Hai sắc hoa, một nỗi niềm cùng danh ca Hương Lan (Paris By Night 84); Tuổi mùa xuân (Paris By Night 85).

### 2007 - 2012
Xuân Mai về nước, đóng quảng cáo son môi LipIce cùng ca sĩ Minh Hằng, diễn viên Tăng Thanh Hà, Angela Phương Trinh và Mi Vân, rũ bỏ hình tượng một "bé Xuân Mai" ngây thơ nhí nhảnh thành thiếu nữ tuổi teen. Từ đó cô cho ra các bài hát tuổi teen từ năm 2008 với album Tin nhắn do Bến Thành Audio sản xuất. Nhưng trong album đó cô cũng có một vài ca khúc bolero như Nghĩa mẹ, Nhớ mẹ lý mồ côi,... Và album mới nhất của cô năm 2009 đang đợi phát hành vào cuối năm 2009 với các ca khúc về tuổi mới lớn, tình yêu và nổi bật nhất là ca khúc "Cò lớn" để khẳng định sự chín chắn của mình chứ không vô tư hồn nhiên như lúc thơ ấu. Nhưng có lẽ Xuân Mai đã lỡ hẹn với người hâm mộ vì album chính thức có tên "Xuân Mai - Mong thế giới bình yên" đến năm 2011 mới phát hành. Trong album này Xuân Mai có sự kết hợp với các ca sĩ nam như: Quách Tuấn Du, nhóm nhạc Kio,...
Tuy nhiên, trong năm 2011 Xuân Mai không trở về Việt Nam vì một vài lý do. Nhưng ước mơ đang ấp ủ hiện nay của cô là trở về Việt Nam vào hè 2012 để thực hiện album hoặc có thể là cả một liveshow.

### 2013 đến nay
Năm 20 tuổi, Xuân Mai khiến công chúng ngỡ ngàng khi lên xe hoa. Nhiều người cho rằng kết hôn sớm sẽ khiến Xuân Mai không có thời gian theo đuổi sự nghiệp ca hát. Tuy nhiên nữ ca sĩ nhí một thời chia sẻ cô tin rằng mỗi việc trên đời đều có duyên số. Cô khẳng định hài lòng với những gì mình có nên không tiếc nuối hay buồn bã vì hào quang đã qua. Ở tuổi 23, cô đang sống hạnh phúc cùng chồng và ba con nhỏ tại tại tiểu bang California (Mỹ).
Sau thời gian dài sang Mỹ định cư, lập gia đình và sinh con, Xuân Mai mới tái ngộ khán giả trong nước qua phim "Cali mùa hoa vàng". Bộ phim dài 30 tập do Xuân Phước đạo diễn kể về cuộc sống của người Việt tại Mỹ.

## Các show diễn của Xuân Mai tại Việt Nam
| Năm  | Tên show diễn                                | Ngày tổ chức | Địa điểm                                    |
| ---- | -------------------------------------------- | ------------ | ------------------------------------------- |
| 2000 | Tuổi thần tiên 3                             | 30/5/2000    | Nhà hát Hòa Bình                            |
| 2001 | Tuổi thần tiên 4,5                           | 20/9/2000    | Nhà hát Hòa Bình                            |
| 2002 | Con cò bé bé (6 - 12)                        | 2001-2002    | Nhà hát Hòa Bình, Trung tâm ca nhạc Lan Anh |
| 2003 | Con cò bé bé 13                              | 2003         | Trung tâm triển lãm Giảng Võ - Hà Nội       |
| 2004 | Con cò bé bé 14 - 18                         | 2004         | Nhà hát Hòa Bình - Thành phố Hồ Chí Minh    |
| 2005 | Con cò bé bé 19 - Vui hè 2005                | 2005         | Nhà hát Hòa Bình - Thành phố Hồ Chí Minh    |
| 2005 | Con cò bé bé 20 (Vui Trung thu số cuối cùng) | 2005         | Nhà hát Hòa Bình - Thành phố Hồ Chí Minh    |

## Các tiết mục trình diễn tại Trung tâm Thúy Nga (Paris By Night)
| STT | Tiết mục                                                                     | Thể hiện với | Chương trình      | Năm  |
| --- | ---------------------------------------------------------------------------- | ------------ | ----------------- | ---- |
| 1   | Mùa Xuân Ơi (Nguyễn Ngọc Thiện) + Ngày Tết Quê Em (Từ Huy)                   | Solo         | Paris By Night 80 | 2006 |
| 2   | Tân Cổ Ơn nghĩa sinh thành (Tân Nhạc: Dương Thiệu Tước, Vọng Cổ: Mạnh Quỳnh) | Mạnh Quỳnh   | Paris By Night 81 | 2006 |
| 3   | Tân Cổ Hai Sắc Hoa, Một Nỗi Niềm (Hoàng Song Việt)                           | Hương Lan    | Paris By Night 84 | 2006 |
| 4   | Tuổi Mùa Xuân (Song Ngọc)                                                    | Solo         | Paris By Night 85 | 2007 |

## Bài hát

### Thiếu nhi
- Ai thương con nhiều hơn? (Vũ Hoàng)
- Alibaba (Gốc: Senor Ali Baba - Los Garcia, Nhạc Ba Tư & lời Việt: Lê Quốc Thắng) (phiên bản khác của Lê Hựu Hà do ca sĩ Nhã Phương thể hiện)
- Ánh lửa vui (Dân ca châu Phi chưa rõ bản gốc, lời việt: Nguyễn Ngọc Thiện)
- Ánh trăng sáng (Gốc: Na Nu Wa Qing Ge 娜奴娃情歌 - nhạc dân tộc thiểu số Đài Loan) (lời: Vũ Tuấn Bảo)
- Ánh trăng tình bạn (Nhạc Ba Tư, lời Việt: Tuấn Cảnh)
- Bay lên nòi giống tiên rồng (Thanh Tùng, với Vũ Thanh Vinh, Tuấn Cảnh)
- Bài hát về mẹ (Gốc: Trên đời chỉ có mẹ là tốt nhất 世上只有妈妈好, nhạc phim Đứa Trẻ Lang Thang 苦儿流浪记 (1958)) .
- Bàn tay (Nhạc: Vũ Hoàng & thơ: Hà Phương Loan)
- Bàn tay xíu xíu (Nhạc: Nghiêm Bá Hồng & Thơ: Trần Duy Hưng)
- Bạn cùng vui xuân (Gốc: 梨山癡情花 Lê Sơn Si Tình Hoa - Nhạc dân gian Đài Loan & phiên bản Hồ Quảng cải lương do Ngọc Huyền và Thoại Mỹ thể hiện) (lời: Vũ Tuấn Bảo)
- Bắc kim thang (Dân ca Nam Bộ, với Tốp ca)
- Bắt bướm (Viễn Châu)
- Bé chúc Tết (Nguyễn Văn Hiên)
- Bé giúp mẹ (Viễn Châu)
- Bé học đàn piano (Thập Nhất)
- Bé Lật Đật (Khánh Vinh)
- Bé quét nhà (Hà Đức Hậu)
- Bé thương ba mẹ (Thập Nhất)
- Bé tí ti (Lê Vinh Phúc)
- Bé và ông mặt trời (Thập Nhất & Ngọc Hiền)
- Bingo (Đồng dao tiếng Anh)
- Boom, boom, ain't it great to be crazy (Nhạc thiếu nhi phương Tây)
- Bóng cả (Vũ Quốc Việt - với Trần Tâm; 2 phiên bản song ca cùng Tuấn Cảnh, Vũ Thanh Vinh)
- Bố là tất cả (Nhạc: Thập Nhất & Thơ: Đỗ Văn Khoái)
- Bông hoa mừng cô (Trần Thị Duyên)
- Bông hoa tặng thầy (Điệu đăng sơn lãm thủy, Viễn Châu)
- Bông hồng tặng cô (Trần Quang Huy - với Thanh Thảo)
- Brush your teeth (Nhạc thiếu nhi phương Tây)
- Búp bê bằng bông (Lê Quốc Thắng)
- Búp bê Daisy (Doll Daisy - Nhạc thiếu nhi Phương Tây)
- Bướm ơi đừng bay (Nhạc Hoa, lời Trúc Quỳnh)
- Ca dao cha mẹ (Trầm Thiên Thu)
- Cá vàng bơi (Hà Hải)
- Con chuồn chuồn đỏ (Gốc: Akatonbo 赤とんぼ - nhạc: Dsaku Yamada & thơ: Rofu Miki) (lời Việt: Lê Vinh Phúc)
- Cánh hoa đào (Gốc: Mưa tuyết Sasameyuki 細雪 - Hiroshi Itsuki. Bản tiếng Phúc Kiến: Thang-guā Iā-ú 窗外夜雨 - Giang Huệ) (lời Việt: Vũ Tuấn)
- Cánh hoa đào em yêu (Nhạc Nhật nhưng không rõ là bài nào, lời Việt: Vũ Tuấn)
- Cả nhà thương nhau (Trần Vĩnh Quang)
- Cái nón xinh (Nhạc: Vũ Loan & Thơ: Trần Hồng Thắng)
- Cây trúc xinh (Dân ca quan họ Bắc Ninh)
- Cấy lúa (Đi cấy) (Dân ca Thanh Hóa)
- Cha tôi (Với Ngọc Sơn, phiên bản khác song ca cùng Tuấn Cảnh)
- Chào bạn (Shuō hā luō 说哈啰, sử dụng giai điệu gần giống với bài If you're happy and you know it)
- Cháu vẽ ông mặt trời (Tân Huyền)
- Cháu yêu bà (Xuân Giao)
- Cháu đi mẫu giáo (Phạm Minh Tuấn)
- Chị ong nâu và em bé (Tân Huyền)
- Chia bò (Điệu Đông Sơn hướng mã) (Viễn Châu)
- Chiếc khăn tay (Văn Tấn)
- Chim chích bông (Nguyễn Viết Bình)
- Chim vành khuyên (Hoàng Vân)
- Cho con (Phạm Trọng Cầu)
- Cho tôi đi làm mưa với (Hoàng Hà)
- Chú chuột nhắt (Nguyễn Văn Hiên)
- Chú ếch con (Phan Nhân) (Lời Ý: Ma va là - Salvatore De Pasquale)
- Chú ếch con (nhạc Hoa nhưng không rõ bài nào, lời Việt Trúc Quỳnh)
- Chú khỉ con (Bùi Anh Tôn)
- Chú lừa con dễ thương (Gốc: Con Lừa Nhỏ 小毛驴 )
- Chú mèo con (Nguyễn Đức Toàn)
- Chú thỏ con (Xuân Hồng)
- Chú vịt con (Triệu Ngọc Huyền)
- Chúc xuân 1 (Gốc: Gong Xi Gong Xi 恭恭喜恭) (Lời Việt: Chúc Tết - Khởi My)
- Chúc xuân 2 (Bài gốc: He Xin Nian 贺新年 - Teresa Teng)
- Chuyện ngày xưa (Tiến Dũng, với Trương Hải Yến)
- Cò lả (Dân ca đồng bằng Bắc Bộ)
- Con chim non (Lý Trọng)
- Con chim non (Gốc: Se canto, qu'il chante - Dorothée lời Việt: Trần Thanh Tùng)
- Con chim xinh xinh (Nguyễn Ngọc Điệp)
- Con heo đất (Ngọc Lễ)
- Con ong cái kiến (Vũ Hoàng)
- Con rồng châu Á (Gốc: Lóng De Chuánrén 龙的传人 - Truyền Nhân Của Rồng, Vương Lực Hoành ft Vương Nhất Bắc & lời Việt: Đỗ Anh Hùng) (với Vũ Thanh Vinh)
- Cô bé gảy đàn (Lê Thương)
- Cô bé quàng khăn đỏ (Trần Hữu Bích)
- Cô giáo (Đỗ Mạnh Trường
- Cô giáo em (Trần Kiết Tường)
- Cô và mẹ (Phạm Tuyên)
- Công ơn cha mẹ (Bài gốc: Zhuō níqiū 捉泥鰍 - Trác Y Đình. Chuyện Đóa Hồng - Thanh Thảo ) (lời Việt: Đỗ Anh Hùng, Tuấn Cảnh)
- Củ cải trắng (Bá luóbo 拔萝卜)
- Cùng đi đều (Hoàng Kim Định)
- Cùng múa hát mừng xuân (Hoàng Hà)
- Deck the halls (nhạc: Thomas Oliphant, dân ca Wales)
- Do your ears hang low (Bài gốc: Turkey in the Straw) (Nhạc sinh hoạt phương Tây)
- Dòng sông tuổi thơ (nhạc Hoa chưa rõ là bài nào, lời: Đỗ Anh Hùng)
- Đàn chim xinh (Trần Hoàn)
- Đàn gà con (nhạc Hoa, lời: Vũ Tuấn Bảo)
- Đêm trung thu (Phùng Như Thạch)
- Đón mùa xuân lại về (Dân ca Trung Hoa & lời Việt: Đoàn Chánh Dũng, Tuấn Cảnh)
- Đôi bàn tay (sưu tầm)
- Đi học (Thơ: Hoàng Minh Chính & nhạc: Bùi Đình Thảo)
- Đi học về (Hoàng Long & Hoàng Lân)
- Em bé và chim họa mi (Điệu tam pháp nhập môn - Viễn Châu)
- Em đi chơi thuyền (Trần Kiết Tường)
- Em đi đu quay (Lâm Duy)
- Em đi mẫu giáo (Dương Minh Viên)
- Em là hoa hồng nhỏ (Trịnh Công Sơn)
- Em làm bác sĩ (Điệu cao phi - Viễn Châu)
- Em làm búp bê (Điệu khúc dạ hoa chúc - Viễn Châu)
- Em nhớ Tây Nguyên (Trần Quang Huy & Văn Tấn)
- Em tập tô màu (Sông Trà)
- Em yêu biển (Nhạc Hoa, lời Trúc Quỳnh)
- For he's a jolly good fellow (British version - Dân ca Pháp)
- Five green and speckled frogs (Đồng dao Mỹ)
- Five little ducks (Đồng dao phương Tây)
- Five little men in a flying saucer (OST Tweenies)
- Gà gáy le te (Trần Vĩnh Quang)
- Gà mái tìm ổ (Sông Trà)
- Gà trống, mèo con và cún con (Thế Vinh)
- Gà trống thổi kèn (Lương Bằng Vinh)
- Gặp lại thầy (Bài gốc: Ài zài xīyáng xià 愛在夕陽下 - Vu Anh Anh) (lời: Trúc Quỳnh)
- Giấc mơ bay cao (Sông Trà)
- Gọi bướm (Đào Ngọc Dung)
- Gọi trăng là gì? (Thập Nhất)
- Gợi nhớ quê hương (Thanh Sơn, với Tuấn Cảnh)
- Hai chú thỏ con (Gốc: Cây lê dại - Man li 蔓莉) (lời: Vũ Tuấn Bảo)
- Hai con thằn lằn con (bài hát sưu tầm)
- Hái rau (Điệu ánh trăng) (Viễn Châu)
- Hát tặng gia đình (Nhạc Hoa, lời Vũ Tuấn Bảo)
- Hạnh phúc bên cha (Tiến Dũng & Tuấn Cảnh) (với Tuấn Cảnh)
- Head, shoulders, knees and toes (Gốc: There Is a Tavern in the Town của Rudy Vallée) (Nhạc thiếu nhi Anh 1950s)
- Heal the world (Michael Jackson)
- Here we go looby loo (Gốc: Loop de Loop & Johnny Thunder) (Đồng dao phương Tây)
- Hình bóng cha già (Ngọc Sơn) (với Tuấn Cảnh)
- Hò ba lý (Dân ca Quảng Nam)
- Hoa bé ngoan (Hoàng Văn Yến)
- Hoa trong vườn (Gốc: Đi Cấy & nhạc: Dân ca Thanh Hóa)
- Hổng dám đâu (Nguyễn Văn Hiên)
- Hương Cà Phê (Gốc: Mỹ tửu thêm cà phê 美酒加咖啡 - Timi Zhuo. Men Đắng Cuộc Tình: Ngọc Lan) (lời Việt: Trúc Quỳnh)
- I got wheels (Đồng dao phương Tây)
- I love the water world (Ca khúc nằm trong CD "A Day with the Animals" do Kidsongs phát hành năm 1986.)
- I saw a Taniwha (Nhạc thiếu nhi phương Tây)
- I'm a dingle dangle scarecrow (Đồng dao phương Tây)
- I'm a little teapot (George Harry Sanders & Clarence Kelley)
- I'm a spider (Không rõ xuất xứ nhưng sử dụng giai điệu bài Alouette, gentille alouette) (với Thanh Thảo)
- If you're happy and you know it (Giai điệu gần giống ca khúc Molodejnaya - nhạc phim Volga Volga 1938 của Xô Viết) (Nhạc thiếu nhi Anh-Mỹ)
- Inh lả ơi (Dân ca Thái)
- Jack and Jill (Đồng dao Anh)
- Jack in the box (Nhạc sinh hoạt phương Tây)
- Jelly beans color song (Nhạc thiếu nhi phương Tây)
- Jingle Bell Rock (Joseph Carleton Beal & James Ross Boothe)
- Jingle Bells (James Lord Pierpont, nhạc phần điệp khúc: không rõ)
- Johnny works with one hammer (Đồng dao tiếng Anh)
- Jump back (Không rõ xuất xứ)
- Kalinka (Кали́нка - Ivan Petrovich Larionov)
- Khách đến nhà (Gốc: Ka Ren Lai 客人来 và Lúndūn Dàqiáo Kuǎ Xiàlái 伦敦大桥垮下来 - phiên bản tiếng Hoa của ca khúc London Bridge Is Falling Down.)
- Khúc ca rộn ràng (Gốc: 歡樂年華, lời Trúc Quỳnh)
- Khúc hát cha yêu (Nguyễn Hoài An)
- Khúc hát chia xa (Vũ Ngọc Quang)
- Khúc hát dưới trăng (Điệu liễu thuận nương) (Viễn Châu)
- Khúc hát ru của người mẹ trẻ (Phạm Tuyên) (với Bích Phượng)
- Kìa con bướm vàng (Gốc: Frère Jacques - Nhạc: đồng dao Pháp - lời Việt: Vũ Trọng Phương)
- Lạ chưa trăng rằm (Phan Hồng Sơn)
- Lặng sóng trùng dương (Gốc: Dạ cổ hoài lang của Cao Văn Lầu - lời Viễn Châu) (với Hương Lan)
- Lên thăm chú cuội (Phạm Tuyên)
- Liên khúc: Alphabet song - Twinkle twinkle little star - Baa baa black sheep (Nhạc thiếu nhi tiếng Anh) (với Thúy Uyên, Kỳ Phương)
- Liên khúc: Mùa xuân ơi - Ngày tết quê em (Nguyễn Ngọc Thiện & Từ Huy)
- Little Bo-Peep (Đồng dao tiếng Anh)
- Little Red Engine (Đồng dao phương Tây)
- Lòng mẹ (Y Vân) (với Hương Lan)
- Lòng mẹ như biển cả (Trương Quang Lục)
- Love makes the world go 'round (Ollie Jones) (với nhóm Làn Sóng Nhỏ)
- Lời cha (Phạm Công Bạch, với Đàm Vĩnh Hưng, phiên bản khác song ca với Tuấn Cảnh)
- Lý cây bông (Dân ca Nam Bộ, với Đức Sơn - đội Sơn Ca Nhà thiếu nhi Quận 1)
- Mambo yêu thương (Ngọc Sơn, với Trương Hải Yến)
- Mary, Mary, quite contrary (Đồng dao Anh)
- Mẹ đi chợ về (Viễn Châu)
- Mẹ hiền yêu dấu (Gốc: Maman oh maman - Nhạc: Claude Carrère - lời Việt: Thanh Lan, với Tuấn Cảnh)
- Mẹ hiền dấu yêu (Gốc: Người mẹ - Ofukuro-san おふくろさん, Phiên bản tiếng Quan Thoại: Huái niàn māmā 怀念妈妈 & lời Việt: Chánh Dũng, Tuấn Cảnh)
- Mẹ là quê hương (Nguyễn Quốc Việt, với Bích Phượng)
- Mẹ yêu không nào (Lê Xuân Thọ)
- Michael Finnegan (nhạc gốc: Here We Go Round the Mulberry Bush)
- Một con vịt (Kim Duyên)
- Một nụ hoa (Gốc: Alphabet song - Nhạc: dân ca Mỹ  - lời Việt: không rõ)
- Một trái tim một quê hương (Phạm Trọng Cầu) (với S.T Sơn Thạch)
- Mời bạn vô đây (Nhạc Thái Lan, với Trương Hải Yến)
- Mr. Golden Sun (Nhạc thiếu nhi phương Tây)
- Mùa hè đến (Nguyễn Thị Nhung)
- Mùa thu đã tới (Gốc: 梨花泪, phiên bản khác: Giọt Lệ Hoa Lê - Chế Thanh) (lời: Vũ Tuấn Bảo)
- Mùa xuân ơi (Nhạc: Nguyễn Ngọc Thiện & thơ: Hà Phương Loan)
- Mùa xuân của em (Trần Thanh Sơn)
- Mùa Xuân Của Bé (Trần Đức Tâm)
- Mùa xuân đến rồi (Phạm Thị Sửu)
- Múa đàn (Dân ca Thái - lời: Việt Anh)
- Múa hòa bình (Vũ Loan)
- Múa sạp (Dân ca Thái)
- Mừng sinh nhật (Gốc: Happy birthday to you - Patty Hill, Mildred J. Hill, với tốp ca)
- Mười chú lính chì (Gốc: Ten little indians - Septimus Winner)
- My heart (Không rõ xuất xứ)
- Na Tra (Gốc: Phong Thần 封神 của Trần Hạo Dân & Lưu Ngọc Thúy - Nhạc phim Đát Kỷ Trụ Vương (2001), lời Việt: Đỗ Anh Hùng) (với Rich Anh Tuấn)
- Năm ngón tay ngoan (Trần Văn Thụ)
- Nắng sớm (Hàn Ngọc Bích)
- Nếu em là (Trương Quang Lục)
- Ngàn năm ca dao mẹ (Tiến Luân) (với Hương Lan)
- Ngày đầu tiên đi học (Nguyễn Ngọc Thiện)
- Ngày vui được mùa (dân ca Thái, lời Việt: Chánh Dũng; song ca với Tuấn Cảnh)
- Ngôi trường của em (Xuân Mai)
- Ngôi trường mới (nhạc Hoa, lời Vũ Tuấn Bảo)
- Ngôi sao nhỏ (Xiao Xing Xing 小星星)
- Nhong nhong nhong (Thế Hiển)
- Nhớ cha (Ngọc Sơn) (với Ngọc Sơn) (phiên bản khác song ca với Tuấn Cảnh)
- Những em bé ngoan (Phan Huỳnh Điểu) (với Tốp ca)
- Niềm vui của em (Nguyễn Huy Hùng)
- Người anh hùng (Gốc: Bao giờ ta gặp lại 何日再相見 -Teresa Cheung Tak lan & nhạc: OST Thần điêu đại hiệp 1983) (lời Việt: Đỗ Gia Huy)
- O Christmas Tree (Gốc: O Tannenbaum) (Dân ca Đức)
- Old king Cole (Đồng dao Anh)
- Oh! Susana (nhạc: đồng dao Anh - Mỹ, lời: Stephen Foster) (Phiên bản khác: 蜜雪冰城主题曲 - nhạc quảng cáo của hãng kem Mixue)
- Oh Where, Oh Where, Has My Little Dog Gone? (Septimus Winner)
- Oh, you can't get to heaven (Dân ca phương Tây)
- One potato, two potatoes (Đồng dao phương tây)
- One bottle of pop (nhạc thiếu nhi phương Tây)
- One, two, three, four, five, once I caught a fish alive (Đồng dao tiếng Anh)
- Ơi ánh trăng vàng (Phúc Khánh Tường)
- Ôi ba mẹ (Nhạc: Phạm Trọng Cầu - Thơ: Vân Anh)
- Papa (Nhạc: Paul Anka & lời Việt: Trung Hành) (với Tuấn Cảnh)
- Polly Wolly Doodle (Bài hát truyền thống của trẻ em Mỹ do Dan Emmett thể hiện, ca khúc sử dụng giai điệu tương tự: Hooray! It's A Holi-Holiday của Boney M.)
- Quê hương (Nhạc: Giáp Văn Thạch & thơ: Đỗ Trung Quân) (với Tuấn Cảnh)
- Rain rain go away (Đồng dao tiếng Anh)
- Rắc rối (Hà Phương Loan)
- Ru Em (Dân ca Xê Đăng)
- Run rabbit run (Noel Gay & Ralph Butler)
- Rửa mặt như mèo (Hàn Ngọc Bích)
- Rước đèn dưới ánh trăng (Phạm Tuyên)
- Rước đèn tháng tám (Đức Quỳnh)
- Sắp đến tết rồi (Hoàng Vân)
- Se chỉ luồn kim (Dân ca quan họ Bắc Ninh)
- Seven days a week (Đồng dao phương Tây)
- She'll be coming 'round the mountain (Dân ca thiếu nhi phương Tây)
- She waded in the water (Song book "Wee Sing"- Nhạc thiếu nhi)
- Silent night (Nhạc: Franz Xaver Gruber & lời: Joseph Mohr)
- Singing Hi Jiggy Jig (nhạc đồng dao Anh)
- Sit down, sit down (Nhạc thiếu nhi phương Tây)
- So what (nhạc đồng dao Anh)
- Take a peek (nhạc đồng dao Anh)
- Tạm biệt mẹ (Gốc: Bella Ciao - lời Việt: Hoàng Hiệp)
- Tay đẹp (Phạm Tuyên)
- Tay thơm tay ngoan (Bùi Đình Thảo)
- Tập đếm (Hoàng Công Sử)
- Tập thể dục buổi sáng (Minh Trang)
- Tết ở quê em (Điệu bắc sơn, Viễn Châu)
- Thăm quê hương yêu dấu (nhạc Hoa nhưng không rõ bài nào, lời Trúc Quỳnh)
- Thật đáng chê (Sông Trà)
- Thật đáng yêu (Nghiêm Bá Hồng)
- Thật là hay (Hoàng Lân)
- The ants go marching (nhạc thiếu nhi theo giai điệu When Johnny comes marching home)
- The bear went over the mountain (Nhạc thiếu nhi theo giai điệu For he's a jolly good fellow)
- The circus is coming to town (Đồng dao phương Tây)
- The cup of life (nhạc: Luis Gómez Escolar, trình bày: Ricky Martin, bài hát chính thức của vòng chung kết Giải vô địch bóng đá thế giới 1998 tổ chức tại Pháp.)
- The farmer in the dell (Đồng dao Đức)
- The feelings song (Nhạc sinh hoạt phương Tây)
- The little drummer boy (Harry Simeone, Katherine Kennicott Davis, Henry Onorati)
- The little green frog (Nhạc thiếu nhi phương Tây)
- The twelve days of Christmas (Nhạc carol của Anh)
- The wheels on the bus (Verna Hills)
- Theo con cùng năm tháng (Nhạc Hoa & lời Việt: Đoàn Chánh Dũng, Tuấn Dũng)
- Thiên đàng búp bê (Văn Khoa)
- This old man (Đồng dao tiếng Anh)
- Thỏ và rùa (Đỗ Anh Hùng)
- Thương ông lái đò (Gốc: Jiu zui de Tango 酒醉的探勾 của Đặng Lệ Quân, lời Vũ Tuấn Bảo) (Phiên bản khác: Tango Say - Ái Vân & lời Việt: Nhật Ngân)
- Tình cha (Ngọc Sơn, với Ngọc Sơn, phiên bản khác song ca cùng Tuấn Cảnh)
- Tình mẹ (Nguyên Hải, với Bích Phượng)
- Tình mẹ bao la (nhạc Hoa, lời Việt: Chánh Dũng, Tuấn Cảnh)
- Tía má em (Văn Lương)
- Tiếng gà gáy sáng (Sông Trà)
- Tiếng trống trường (Nhạc: Trần Thanh Tùng & Thơ: Hà Phương Loan)
- Trái đất này là của chúng mình (Nhạc & lời: Trương Quang Lục, phổ thơ: Định Hải, với Tốp ca)
- Trăng lại sáng ngời (Thập Nhất)
- Trăng thu (Doãn Nho)
- Trăng sáng (Nhạc: Nguyễn Tôn Nghiêm & thơ: Nhược Thủy)
- Trên đường xa (Gốc: Yêu không phải là chiếm hữu 爱不是占有 - 优雅 Vưu Nhã)(lời: Vũ Tuấn Bảo)
- Trên rừng 36 thứ chim (Dân ca Quan Họ Bắc Ninh)
- Trời nắng trời mưa (Đặng Nhất Mai)
- Trường chúng cháu là trường mầm non (Phạm Tuyên, với Tốp ca)
- Tuyệt vời tuổi thơ (Trần Thiên Thu)
- Two Little Dickie Birds (Đồng dao tiếng Anh)
- Ước mơ của mẹ (Đỗ Anh Hùng)
- Ước mơ tuổi thơ (Gốc: Hana saku tabiji / 花咲く旅路 - Hara Yuuko. Lời Tiếng Quảng Đông: 飘雪 - Phiêu tuyết của Trần Tuệ Nhàn, phiên bản tiếng Quan Thoại: Dié ér dié ér mǎn tiān fēi 蝶儿蝶儿满天飞 tức Bươm Bướm Bay Đầy Trời - Cao Thắng Mỹ) (lời Việt: Nguyễn Ngọc Thiện, phiên bản khác do Ngô Quỳnh Anh nhóm Mắt Ngọc trình bày trong DVD Vòng tay thân ái 1997 của Hãng phim Phương Nam)
- Vào rừng hoa (Việt Anh)
- Vầng trăng cổ tích (Nhạc: Phạm Đăng Khương & Thơ: Đỗ Trung Quân)
- Về quê cũ (Gốc: Si Jantung Hati, nhạc: Harry Toos & lời Việt: Nguyễn Ngọc Thiện) (Phiên bản khác: Hẹn Hò Đêm Trăng - Nhật Ngân)
- Vì sao con mèo rửa mặt? (Hoàng Long)
- Vì sao con chim hay hót? (Nguyễn Hà Hải)
- Viễn Du I (Gốc 瀬戸の花嫁 Seto no Hanayome - Rumiko Koyanagi, lời Trúc Quỳnh)
- Viễn Du ll (Gốc: Xiāngsī Hépàn 相思河畔 - Bờ Sông Tương Tư & Tsai Chin. Cantonese version: 梅艷芳 Anita Mui) (lời: Trúc Quỳnh)
- Vui cắm trại (Gốc: Red River Valley - nhạc: đồng quê Canada - Mỹ) (lời Hoa: Wéi fēngchuīguò yuányě 微風吹過原野)
- Vui đến trường (Hồ Bắc)
- Vui hội làng (Tiến Dũng) (với Tuấn Cảnh)
- Vui múa lên nào (nhạc Hoa, lời Vũ Tuấn Bảo)
- Vườn cây của ba (Nhạc: Phan Nhân & Thơ: Nguyễn Duy)
- Vườn chim (Bùi Anh Tân)
- Vườn hoa xinh (Gốc: Goa̍t-iā Chhiû 月夜愁, nhạc: Phúc Kiến Đài Loan, lời: Teng Yu hsien, Chiu Thiam-ōng, phiên bản Tiếng phổ thông: Qíngrén zàijiàn 情人再見 - Đặng Lệ Quân) (lời Việt: Trúc Quỳnh, ca khúc được sử dụng trong bộ phim "Cô bé Quàng Khăn Đỏ" do Xuân Mai đóng năm 1999)
- We are the world (Michael Jackson & Lionel Richiel - với nhóm MTV)
- We wish you a merry Christmas (Nhạc carol của Anh)
- Xếp hàng đến lớp (Triều Dâng)
- Xuân hiền như bé con (Sông Trà)
- Xuân thắm tươi (Gốc: 往事只能回味, Hồ Quảng cải lương Mộng Bướm Hoa của Vũ Linh) (lời: Trúc Quỳnh)
- Xuân về (Nhạc Thái Lan & lời Việt: Tuấn Cảnh)
- Yankee Doodle (Dân ca Mỹ)
- Yêu dân tộc Việt Nam (Ngọc Sơn - với Ngọc Sơn)
- You are my sunshine (Jimmie Davis & Charles Mitchell (tranh chấp))

### Nhạc trẻ
- Bình minh dịu êm (Nguyễn Văn Chung)
- Cây sao giấy (Nguyễn Văn Chung)
- Cò lớn (Sơn Hạ)
- Đơn côi (Vũ Quốc Việt) (với JL (rapper LJ))
- Giấc mơ tuyệt vời (Gốc: The day you went away) (Nhạc: Guy Batson, Johnny Male & lời Việt: Nguyễn Ngọc Thiện)
- LK: Trouble is a friend - Feel (Filip Aurel & Thomas Salter, Lenka Kripac)
- Mong thế giới bình yên (Lư Anh)
- Một ngày của nó (Lương Bằng Quang)
- Nắm tay em chặt anh nhé (Nguyễn Văn Chung)
- Nắng sân trường (Lương Bằng Quang)
- Nặng gánh lưng còng (Lương Bằng Quang)
- Ngày xưa xa rồi (Gốc: Pretty boy) (Nhạc: Bottolf Lødemel, Nora Skaug & lời Việt: Nguyễn Ngọc Thiện)
- Nỗi nhớ đóng băng (Nguyễn Văn Chung)
- Ở lại và ra đi (Nguyễn Văn Chung, song ca với nhóm Kio)
- Tin nhắn (Sỹ Luân)
- Tuổi chúng mình (Sỹ Luân) (với Lam Anh)
- Và khi anh (gốc: Dilemma của Nelly, Kelly Rowland (với JL (rapper LJ))
- Vì anh (Minh Phương) (với JL (rapper LJ))

### Bolero
- Mừng tuổi mẹ (Trần Long Ẩn)
- Nghĩa mẹ (Lâm Hùng)
- Nhớ mẹ lý mồ côi (Trương Quang Tuấn)
- Tình cha (Ngọc Sơn) (song ca với Tuấn Cảnh, phiên bản khác song ca với Ngọc Sơn)

## Khác

### Thơ
- Bạn mới (Nguyệt Mai)
- Kể cho bé nghe (Trần Đăng Khoa)
- Mùa xuân (Tú Mỡ)
- Yêu mẹ (Nguyễn Bao)

### Tân cổ
- Lòng mẹ (Tân nhạc: Y Vân & cổ nhạc: Viễn Châu) (với Bích Phương)
- Tía má em (Tân nhạc: Văn Lương & cổ nhạc: không rõ) (với Bích Phượng)

### Múa
- Made in India
- Múa rocket
- Múa chim công (nhạc gốc: Con công; dân ca Bắc Bộ, Y Vân ký âm)

### Catwalk
- Thời trang nhà may Liên Hương (với nhóm Baby Mickey & nhóm Làn Sóng Nhỏ)
- Thời trang dạo phố (Vương Linh & Đặng Hùng) (với các siêu mẫu nhí khác)
- Thời trang lồng đèn (nhà may Liên Hương) (với các siêu mẫu nhí khác)
- Thời trang áo dài (nhà may Liên Hương) (với các siêu mẫu nhí khác)

Chiều cao: 1m55

## Minh họa MV
- Em tôi (Trình bày: Tú Anh)
- Chú mèo (Chu Minh) (Trình bày: Rich Anh Tuấn)
- Em tập lái ô tô (Nguyễn Văn Tý) (Trình bày: Rich Anh Tuấn)
- Lên 1 lên 2 (Sông Trà)  (Trình bày: Rich Anh Tuấn)
- Hạnh phúc đơn sơ (Sáng tác & trình bày: Mạnh Quỳnh)

## Album
- Con cò bé bé Vol. 1 (1997)
- Con chim non (1998)
- Liên khúc Cháu vẽ ông mặt trời (1998)
- Liên khúc Cháu vẽ ông mặt trời 2 (1998)
- Con cò bé bé 2 (2000)
- Con cò bé bé 3 (2001)
- Con cò bé bé 4 (2002)
- Con cò bé bé 5 (2003)
- Con cò bé bé 6 (2004)
- Con cò bé bé 7 (2005)
- Tin nhắn (2008)
- Cò lớn - Mong thế giới bình yên (2010)

## Phim ảnh
| Năm  | Tựa phim          | Vai diễn |
| ---- | ----------------- | -------- |
| 2001 | Hương Dẻ          | bé Thơ   |
| 2017 | Tết Tây Tết Ta    | Hằng     |
| 2018 | Cali mùa hoa vàng | Dung     |